# Christine Arron
Christine Arron (Les Abymes, 13 settembre 1973) è un'ex velocista francese, attuale primatista europea dei 100 metri piani.
In carriera è stata campionessa mondiale della staffetta 4×100 metri a Parigi Saint-Denis 2003, nonché campionessa europea dei 100 m piani e della 4×100 m a Budapest 1998.

## Biografia
Il suo debutto professionistico risale ai Campionati del mondo di Atene 1997, dove termina al quarto posto nei 100 m piani, a soli due centesimi dal podio, ed è terza nella staffetta 4×100 m.
Nel 1998, agli Europei di Budapest, vince i 100 m piani stabilendo il record europeo della distanza correndo in 10"73; si aggiudica inoltre l'oro anche nella 4×100 m insieme alle connazionali Katia Benth, Frédérique Bangué e Sylviane Félix, davanti a Germania e Russia.

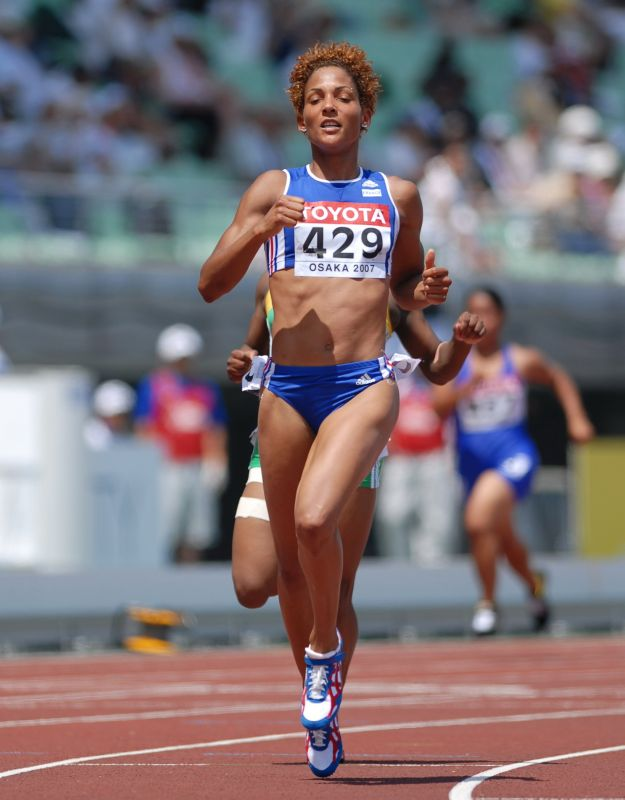
Christine Arron ai Mondiali di

Nel 1999 ai Mondiali di Siviglia conquista l'argento con la staffetta 4×100 m, mentre termina al sesto posto la finale dei 100 m piani. Ai Giochi olimpici di Sydney 2000, a causa di una non ottimale condizione di forma, non va oltre le semifinali dei 100 m piani e il quarto posto nella staffetta 4×100 m. Nel 2002 resta lontana dalle competizioni per dare alla luce il suo primo figlio.
Ai Mondiali di Parigi Saint-Denis 2003 vince il suo primo titolo mondiale conquistando l'oro nella 4×100 m, come quarta componente del team francese composto anche da Patricia Girard, Muriel Hurtis e Sylviane Félix. La staffetta francese nell'occasione stabilisce il nuovo record nazionale con il tempo di 41"78, precedendo ampiamente le favorite statunitensi. Nella stessa edizione dei Mondiali si classifica sesta nei 100 m piani, piazzamento successivamente modificato con il 4º posto a causa delle squalifiche per doping della vincitrice, la statunitense Kelli White, e dell'ucraina Žanna Pintusevyč-Blok.
Ai Giochi olimpici di Atene 2004, dove è tra le favorite, non va oltre le semifinali su 100 e 200 m piani. Con la staffetta 4×100 m riesce a conquistare il bronzo precedendo il team delle Bahamas per pochi centesimi e concludendo dietro Giamaica e Russia.
Nel 2005 ai Mondiali vince due medaglie di bronzo, nei 100 e nei 200 m piani. Nei 100 m, dov'era favorita anche grazie alle vittorie ottenute (cinque su sei) nella Golden League, conclude in 10"98 dietro alla statunitense Lauryn Williams ed alla giamaicana Veronica Campbell. Nella distanza doppia, vinta dalla statunitense Allyson Felix, è nuovamente terza, preceduta da Rachelle Boone-Smith per questione di millesimi (22"31 il tempo di entrambe le atlete).
Nel dicembre 2012, all'età di 39 anni, decide di concludere la propria carriera agonistica.
In virtù del suo 10"73 sui 100 m piani, Christine Arron è la 6ª miglior atleta di sempre sulla distanza (3ª dall'agosto 1998 al settembre 2009).

## Record nazionali

### Seniores
- 50 metri piani indoor: 6"11 ( Aubière, 26 febbraio 2006)
- 60 metri piani indoor: 7"06 ( Aubière, 26 febbraio 2006)
- 100 metri piani: 10"73 ( Budapest, 19 agosto 1998)
- Staffetta 4×100 metri: 41"78 ( Saint-Denis, 30 agosto 2003) (Patricia Girard, Muriel Hurtis, Sylviane Félix, Christine Arron)

## Palmarès

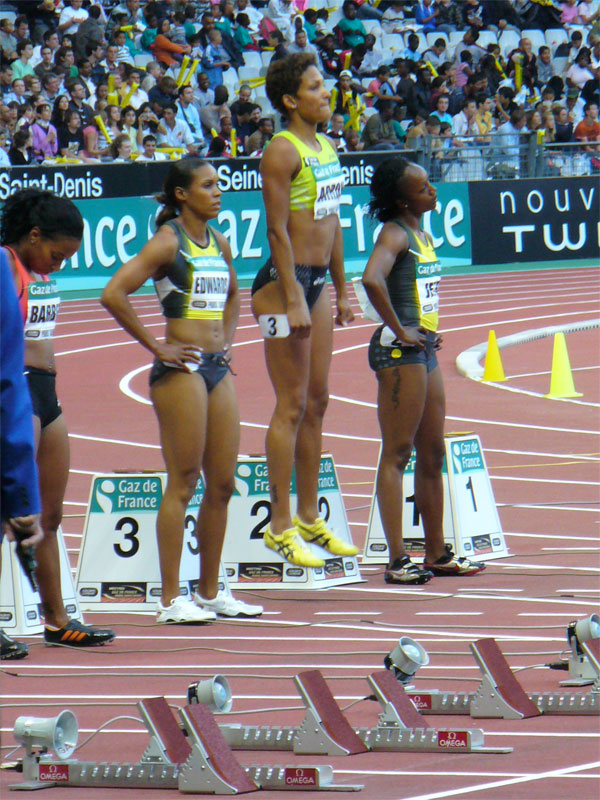
Christine Arron sui blocchi di partenza dei 100 m al Meeting Gaz de France 2007

| Anno | Manifestazione          | Sede        | Evento      | Risultato        | Prestazione | Note                                     |
| ---- | ----------------------- | ----------- | ----------- | ---------------- | ----------- | ---------------------------------------- |
| 1992 | Mondiali juniores       | Seul        | 100 m piani | Semifinale       | 11"85       |                                          |
| 1992 | Mondiali juniores       | Seul        | 4×100 m     | 5ª               | 44"70       |                                          |
| 1997 | Giochi del Mediterraneo | Bari        | 200 m piani | Oro              | 22"62       |                                          |
| 1997 | Giochi del Mediterraneo | Bari        | 4×100 m     | Oro              | 42"63       | Record dei campionati                    |
| 1997 | Mondiali                | Atene       | 100 m piani | 4ª               | 11"05       |                                          |
| 1997 | Mondiali                | Atene       | 4×100 m     | Bronzo           | 42"21       | Record nazionale                         |
| 1998 | Europei                 | Budapest    | 100 m piani | Oro              | 10"73       | Record europeo                           |
| 1998 | Europei                 | Budapest    | 4×100 m     | Oro              | 42"59       |                                          |
| 1999 | Mondiali                | Siviglia    | 100 m piani | 6ª               | 10"97       | Miglior prestazione personale stagionale |
| 1999 | Mondiali                | Siviglia    | 4×100 m     | Argento          | 42"06       | Record nazionale                         |
| 2000 | Giochi olimpici         | Sydney      | 100 m piani | Semifinale       | 11"42       |                                          |
| 2000 | Giochi olimpici         | Sydney      | 4×100 m     | 4ª               | 42"42       |                                          |
| 2003 | Mondiali                | Saint-Denis | 100 m piani | 4ª               | 11"06       |                                          |
| 2003 | Mondiali                | Saint-Denis | 4×100 m     | Oro              | 41"78       | Miglior prestazione mondiale stagionale  |
| 2004 | Mondiali indoor         | Budapest    | 60 m piani  | 7ª               | 7"21        |                                          |
| 2004 | Giochi olimpici         | Atene       | 100 m piani | Semifinale       | 11"21       |                                          |
| 2004 | Giochi olimpici         | Atene       | 200 m piani | Semifinale       | 23"05       |                                          |
| 2004 | Giochi olimpici         | Atene       | 4×100 m     | Bronzo           | 42"54       |                                          |
| 2005 | Mondiali                | Helsinki    | 100 m piani | Bronzo           | 10"98       |                                          |
| 2005 | Mondiali                | Helsinki    | 200 m piani | Bronzo           | 22"31       | Miglior prestazione personale stagionale |
| 2005 | Mondiali                | Helsinki    | 4×100 m     | 4ª               | 42"85       | Miglior prestazione personale stagionale |
| 2006 | Mondiali indoor         | Mosca       | 60 m piani  | 4ª               | 7"13        |                                          |
| 2007 | Mondiali                | Osaka       | 100 m piani | 6ª               | 11"08       |                                          |
| 2007 | Mondiali                | Osaka       | 4×100 m     | Batteria         | 43"88       |                                          |
| 2008 | Giochi olimpici         | Pechino     | 100 m piani | Quarti di finale | 11"36       |                                          |
| 2010 | Europei                 | Barcellona  | 100 m piani | 8ª               | 11"37       |                                          |
| 2010 | Europei                 | Barcellona  | 4×100 m     | Argento          | 42"45       |                                          |
| 2012 | Europei                 | Helsinki    | 100 m piani | Batteria         | 11"55       |                                          |
| 2012 | Europei                 | Helsinki    | 4×100 m     | 5ª               | 43"44       |                                          |

## Altre competizioni internazionali
2003

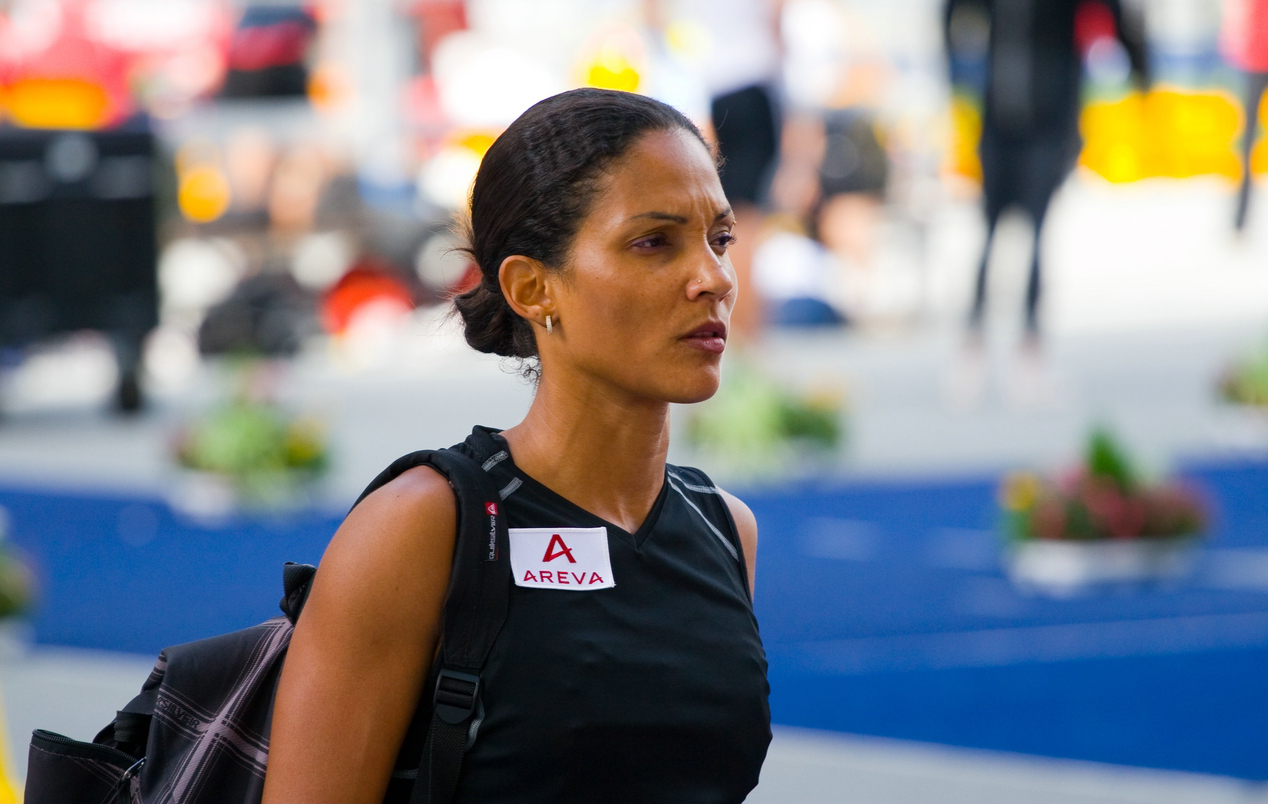
Christine Arron al meeting ISTAF di Berlino nel 2010

- Oro in Coppa Europa ( Firenze), 100 m piani - 11"07
- Argento alla World Athletics Final ( Monaco), 100 m piani - 11"04

2004
- 4ª alla World Athletics Final ( Monaco), 100 m piani - 11"23

2005
- Oro in Coppa Europa ( Firenze), 100 m piani - 11"09
- Oro in Coppa Europa ( Firenze), 200 m piani - 22"84
- Argento alla World Athletics Final ( Monaco), 100 m piani - 10"93
- Bronzo alla World Athletics Final ( Monaco), 200 m piani - 22"43

2007
- Bronzo alla World Athletics Final ( Stoccarda), 100 m piani - 11"20

## Riconoscimenti
- Atleta europea dell'anno (1998)